# Jacques Bonne-Gigault de Bellefonds

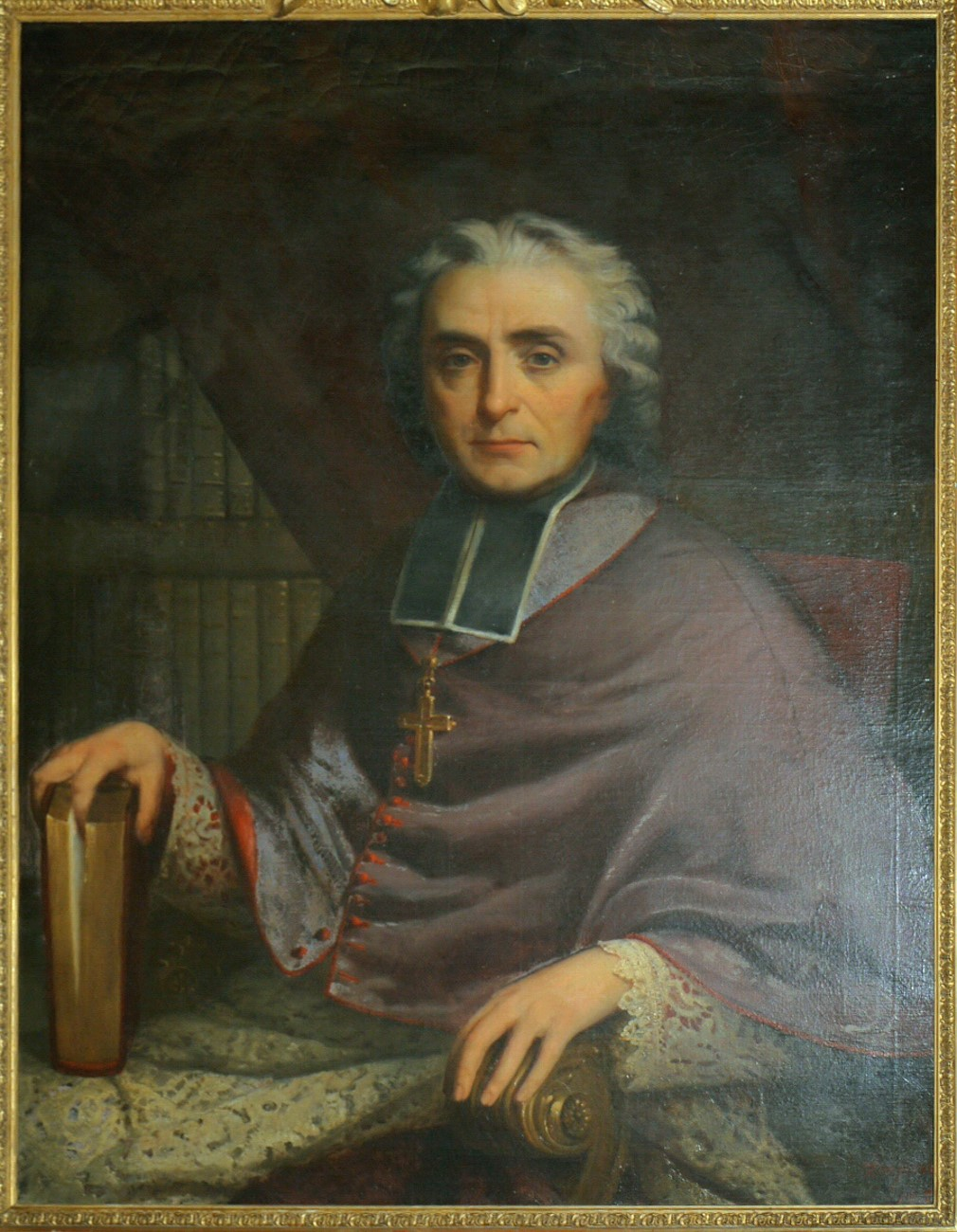
Jacques Bonne-Gigault de Bellefonds, portret gemaakt door een anonieme kunstenaar.

Jacques Bonne-Gigault de Bellefonds (Beaumont-la-Ronce, 1 mei 1698 - Parijs, 20 juli 1746) was van 1735 tot 1741 bisschop van Bayonne, van 1741 tot 1746 aartsbisschop van Arles en van maart 1746 tot aan zijn dood aartsbisschop van Parijs.

## Levensloop
Jacques Bonne-Gigault de Bellefonds was de zoon van Charles Gigault de Bellefonds, heer van Chassin, uit diens huwelijk met Marie Anne Catherine Binet de Montifroy. Zijn broer Charles Joseph Bernardin Gigault de Bellefins was graaf van Bellefonds.
In 1723 werd hij tot priester gewijd. Op 8 oktober 1735 volgde zijn benoeming tot bisschop van Bayonne. Nadat paus Clemens XII zijn benoeming op 27 februari 1736 had goedgekeurd, werd hij op 25 maart dat jaar door kardinaal Melchior de Polignac tot bisschop gewijd. Op 20 augustus 1741 werd hij verkozen tot aartsbisschop van Arles, waardoor hij op 25 november 1741 terugtrad als bisschop van Bayonne. Paus Benedictus XIV bevestigde zijn benoeming op 20 december dat jaar.
Op 4 maart 1746 volgde opnieuw een promotie: hij werd benoemd tot aartsbisschop van Parijs, hetgeen op 2 mei dat jaar bevestigd werd door paus Benedictus XIV. Aan deze functie was ook de titel van hertog van Saint-Cloud verbonden en kort na zijn officiële aanstelling kreeg hij ook de titel van pair van Frankrijk. Zijn ambtstermijn duurde slechts enkele maanden; op 20 juli 1746 bezweek hij aan de pokken. Zijn lichaam werd bijgezet in de Notre-Dame van Parijs.
Als bisschop en aartsbisschop verzette Bonne-Gigault de Bellefonds zich tegen het jansenisme. Enkele dagen voor zijn dood veroordeelde hij nog het boek Pensées philosophiques van Denis Diderot.
- Bibliothèque nationale de France: cb15530888s (data)
- Gemeinsame Normdatei: 1196870039
- International Standard Name Identifier: 0000 0000 0154 8984
- Virtual International Authority File: 10157163
- WorldCat: E39PBJp6bFDypkVDrKvYWxXPQq